# Mouhamadou Makhtar Cissé
Pour les articles homonymes, voir Cissé.
Mouhamadou Makhtar Cissé, né le 1er janvier 1967 à Dagana dans le Nord du Sénégal, est un homme d'État sénégalais.
Au cours de sa carrière, il est directeur général des Douanes, Ministre du Budget, Directeur de cabinet du président de la République, Directeur Général de la Senelec, Ministre du Pétrole et de l’Énergie. Il appartient au corps des inspecteurs généraux d’État. En mars 2024, Cissé est nommé ministre de l'Intérieur.

## Biographie

### Jeunesse et formation
Il a suivi ses études entre Pout et Saint-Louis, sous la tutelle de l'aîné de sa famille. Il a réussi le concours d'entrée au Prytanée militaire de Saint-Louis, où il a obtenu son baccalauréat[Quand ?].
Détenteur d'un master en finances et gestion publique, il a réussi le concours d'entrée à l'inspection générale d'État en décembre 2001, se plaçant en tête du classement. Parallèlement à sa formation en finances, il a également obtenu une Maîtrise en Sciences juridiques avec une spécialisation en Droit des affaires à l'université Cheikh-Anta-Diop de Dakar. Son parcours académique l'a ensuite conduit à décrocher un DEA en Sciences politiques, suivi d'un doctorat en droit et sciences politiques.
Après avoir exercé en tant que membre du barreau de Dakar pendant deux ans, il a intégré l'École nationale d'administration (ENA), où il a obtenu le brevet d’inspecteur des Douanes. En parallèle de son parcours professionnel, il a également acquis divers diplômes militaires, tels que le brevet de préparation militaire élémentaire, le Brevet de Préparation militaire supérieure, ainsi que le brevet de Parachutiste.

### Fonctions occupées
Mouhamadou Makhtar Cissé est un haut fonctionnaire sénégalais qui a occupé plusieurs fonctions dans les hautes sphères de l’État. Il a commencé sa carrière en 2002 en tant que Directeur de Cabinet du Ministre chargé de la pêche, M. Omar Sarr. En 2002, il est admis à l’inspection générale d’État par voie de concours où il exerce pendant huit ans. Il devient ensuite Directeur Général de la Douane sénégalaise en 2009, où il a à son actif des réformes majeures telles que l’instauration du guichet unique, la dématérialisation des procédures de dédouanement avec une nouvelle version du Système Gaindé, la construction du siège de la douane, le changement des uniformes et le nouveau Code des douanes en matières de dématérialisation de l’administration douanière. Sous sa houlette, la Douane Sénégalaise reçoit le prix des Nations Unies pour le service public avec le GIE Gaindé 2000, bras technologique de la direction générale des Douanes.
Il est par la suite nommé ministre du Budget, délégué auprès du ministre de l’Économie et des Finances en 2013, poste grâce auquel il participe à l’élaboration du Le Plan Sénégal Émergent (PSE) et au Groupe consultatif de Paris de février 2014. Il est fait Directeur de Cabinet du Président de la République, en 2014.
Il est nommé à la tête de la Senelec en tant que directeur général de juin 2015 à avril 2019. Sa nomination à ce poste vient en réaction aux délestages récurrents au Sénégal entrainant de vives protestations au sein de la population. Mouhamadou Makhtar Cissé y parvient notamment à doubler la capacité de production et de transport d’électricité du pays afin de réduire les délestages récurrents en période de chaleur à travers des reformes autour d’un mix énergétique faisant la part belle aux énergies renouvelables d’ici 2030.
En avril 2019, il est nommé ministre de l’Énergie et du Pétrole, où il met en place les Concertations nationales sur le contenu local, le Forum des experts sénégalais Oil and Gas de la diaspora et l’adoption du Code gazier. Il quitte le gouvernement en novembre 2020 à la faveur d’un remaniement ministériel. Après être retourné à l’Inspection Générale d’État, il retrouve le poste de Directeur de Cabinet du Président de la République, depuis le 11 octobre 2023.

## Distinctions
Il a été honoré de plusieurs distinctions,, :
- Chevalier de l’Ordre national du Mérite[9] ;
- Chevalier de l’Ordre national du Lion[10] ;
- Médaille d’honneur des Douanes sénégalaises[11],[12] ;
- Certificat de Mérite de l’Organisation Mondiale des Douanes[13] ;
- Médaille d’honneur des Douanes françaises[14] ;
- Chevalier de l’Ordre national de la Légion d’honneur française[15].